# 横浜市立宮谷小学校

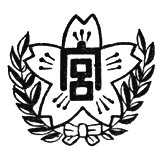
「横浜市立宮谷小学校の校章」

横浜市立宮谷小学校（よこはましりつみやがやしょうがっこう）は、神奈川県横浜市西区宮ヶ谷にある公立小学校。

## 概要
西区最大規模の横浜市立小学校である。1､2､4､5､6学年は5クラス。西区の北部に位置する。横浜駅西口という市内有数の繁華街が学区にある。2008年に創立百周年を迎えた。
校章
1909年（明治42年）3月15日、児童の帽章として制定され、それが校章となった。
校歌
作詞：高田敏子 作曲：高木東六

## 沿革

### 年表
特記無き箇所は参考文献『みやがや 宮谷小学校創立100周年記念誌』が出典。
- 1873年（明治6年） - 第3大区1小区に芝生村の支校ができる
- 1908年（明治41年）4月1日 - 横浜市尋常青木小学校として創立。
- 1908年（明治41年）6月28日 - 校舎が完成して、開校。この日をもって開校記念日とする。
- 1909年（明治42年） - 横浜市尋常宮谷小学校と改称
  - 近くに横浜尋常高等青木小学校（現・横浜市立青木小学校）があり、間違われやすかった。
  - 浅間神社北側の谷にあるところから、「宮谷小学校」とした。
- 1909年（明治42年） - 児童の帽章ができ、現在の校章となった。
- 1911年（明治44年） - 横浜市尋常高等宮谷小学校と改称。
  - 9月　校舎増築
- 1916年（大正5年） - 初代校旗がつくられる。（初代後援会長の寄付による。当時の価額35円）
- 1920年（大正9年） - 横浜市立尋常宮谷小学校と改称。高等科を廃止。尋常科：644名。
- 1925年（大正14年） - 横浜市宮谷尋常小学校と改称。
  - 9月1日関東大震災により校舎の一部が被災倒壊。児童が2名死亡。校舎や校地内で避難してきた人約1,000名が過ごす。
  - 10月15日に授業再開するが、教室数不足のため二部授業。
- 1925年（大正14年） - 震災復興計画により、借地中の校地と隣接地買収着手。
- 1927年（昭和2年） - 横浜市立宮ヶ谷尋常高等小学校と改称。
  - アメリカ合衆国より友情人形（青い目の人形）が贈られる。
- 1929年（昭和4年） - 震災復興計画による鉄筋構造の校舎完成。
  - 敷地面積：約8,600㎡,建築面積：約1,860㎡,延床面積：約4,116㎡
  - 建設工事費：281,750.75円,総費用(用地購入費等含む):482,509円
  - 普通教室24,特別室4,準備室教具室4,その他8 児童数：1,211名（高等科を含む）
- 1932年（昭和7年） - 学校の住所が、神奈川区宮ヶ谷17番地と改正。震災後第2期町境町名地番整理による。
  - 児童数増加で下学年は二部授業となる。
  - 児童数：1,520名
- 1935年（昭和10年） - 元私立隣徳尋常小学校（浅間町字鹿島675番地）が本校鹿島分教場となる。児童数：214名,5教室。
  - 二宮尊徳像の除幕式を行う。
    - 在校生が1日と15日に1銭ずつ1年間出した。
- 1936年（昭和11年） - 電動発声機（サイレン）を設置。
- 1937年（昭和12年） - 校旗を新調（2代目）。
- 1940年（昭和15年） - 横浜市立宮谷青年学校設立（ - 昭和21年）。
  - 校歌ができた（初代）。
- 1943年（昭和18年） - 講堂の洗面所改造して、調理室ができる。
  - この頃戦争で金属が足りなかったため二宮尊徳像を軍へ供出。
- 1944年（昭和19年） - 湯河原へ集団疎開した。集団疎開児童数400名。縁故疎開した児童も多かった。
  - 宮田国民学校、日清製粉、軍が校舎を使用した。
- 1964年（昭和39年） - 岩石園ができる。
- 1972年（昭和47年） - 中庭に鉄骨プレハブ新校舎(5教室)を増設する。ばっ採した楠を使って「寿老人」の「濱彫」を製作。
  - プールに腰洗い場ができる。
- 1974年（昭和49年） - 県緑化推進校として指定を受ける。
- 1983年（昭和58年） - 新校舎完成。
- 1984年（昭和59年） - 宮がやの子供像ができる
- 1987年（昭和62年） - 親と子の体力つくり協力校となる。
- 1988年（昭和63年） - 創立８０周年記念式典が行われる。
- 1993年（平成5年） - 市学校保健優良校として表彰を受ける。
- 1994年（平成6年） - 市学校保健優良校として表彰される。
- 1995年（平成7年） - 横浜まちづくり功労者賞を受賞する。
  - 非常用の備蓄庫ができる。
- 1996年（平成8年） - 市学校給食優良校として表彰を受ける。
- 1998年（平成10年） - 創立90周年記念式典が行われる。高木東六先生が来校。
  - 市研究協力校として体育授業公開する。
- 1999年（平成11年） - 市・県研究協力校として体育科研究発表会を行う。
  - 横浜市立小学校水泳大会で女子200mリレー優勝。
- 2000年（平成12年） - 5、6年生による宮谷スポーツクラブ開始。
  - 給食調理室をドライ方式に改修。
- 2002年（平成14年） - 宮谷小学校子どもフェスティバルに中田宏横浜市長が来校。
- 2004年（平成16年） - アイスランド室内管弦楽団演奏会が行われる。アイスランド大使が来校する。
  - 教育課程推進研究協力校として｢食」「運動」を視点とした研究発表を行う。
  - 大相撲宮谷場所が初開催。
  - 市水泳大会で200mリレーに優勝する。
- 2006年（平成18年） - PSY健康科健康教育を学ぶ会を行う。
  - 健康科公開授業研究会を行う。
- 2007年（平成19年） - 健康科公開授業研究会を行う。
- 2008年（平成20年） - 優良PTAとして、神奈川県教育会・横浜市・横浜市教育委員会・横浜市PTA連絡協議会より表彰を受ける。
  - 創立100周年記念式典が行われる。
- 2009年（平成21年） - 8月、シドニー・ギューリックの孫のギューリック3世より新・青い目の人形の「メアリー・スー」が寄贈された[1]。

## 特色

### 学校行事
| - 4月 入学式 - 5月 - 6月 創立記念日 | - 7月 - 8月 - 9月 運動会 | - 10月 - 11月 - 12月 | - 1月 - 2月 走ろう会 - 3月 卒業式 |

### 児童会活動・クラブ活動など
委員会
- 図書委員会
- 運動委員会
- 環境委員会
- 保健委員会
- 人権委員会
- 国際交流委員会
- 広報委員会
- 園芸委員会
- 集会委員会
- 放送委員会
- 給食委員会
- 飼育委員会
- 計画運営委員会

クラブ
- バドミントン
- 陸上
- サイエンス
- ダンス
- パソコン
- バトン
- ブック
- ボールゲーム
- 料理
- イラスト・絵画工作
- 野外活動
- 卓球
- 手芸

2011年現在

### 設備・環境
- 二宮金治郎像
- 宮谷の子ども像
- 青い目をした人形
- 飼育小屋
- 給食調理室
- スロープ
- 放課後キッズクラブ
- 市民図書
- ランチルーム
- 中庭
- 25mプール
- 畑
- ピロティ
- 防災備蓄庫

## 通学区域
- 横浜市
  - 西区
    - 軽井沢
    - 浅間町1丁目
    - 浅間台
    - 楠町
    - 北軽井沢
    - 南軽井沢
    - 北幸
    - 南幸
    - 宮ケ谷（宮ヶ谷）

  - 保土ケ谷区
    - 鎌谷町

  - 神奈川区
    - 三ツ沢西町

## 進学先中学校
- 横浜市立軽井沢中学校
- 横浜市立宮田中学校

（部活希望により、横浜市立軽井沢中学校学区でも、横浜市立宮田中学校又は横浜市立岡野中学校に進学できる）

## 学区 / 校区内の主な施設
- 横浜駅
- 横浜髙島屋
- 浅間神社
- 三ツ沢公園

## 交通
- JR東海道線横浜駅より徒歩15分
- 横浜市営バス浅間下バス停より徒歩2分

## 関係者

### 出身者
- おすぎとピーコ　おすぎ（タレント・映画評論家）ピーコ（タレント・ファッション評論家・ジャーナリスト・シャンソン歌手）

## 画像

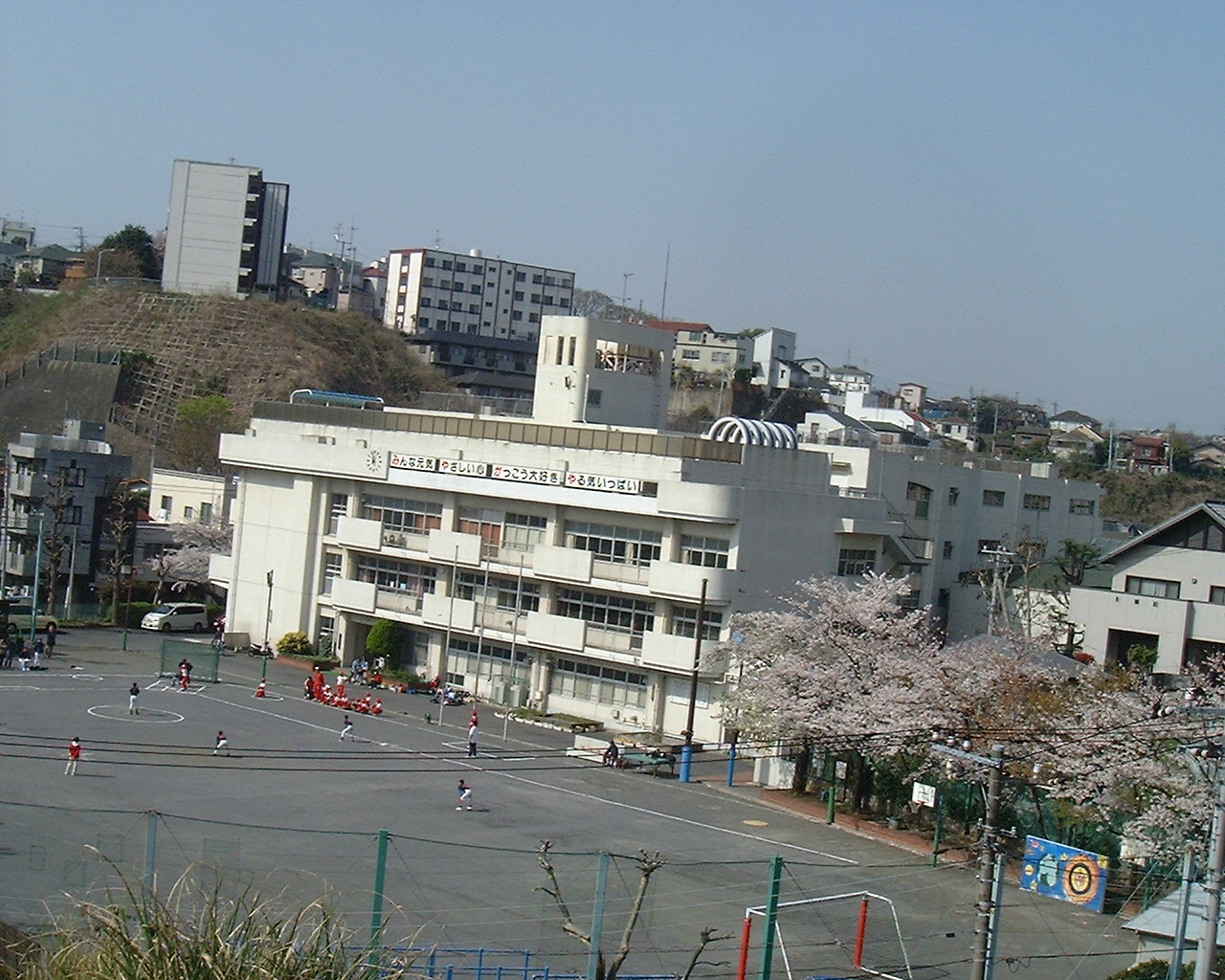
春
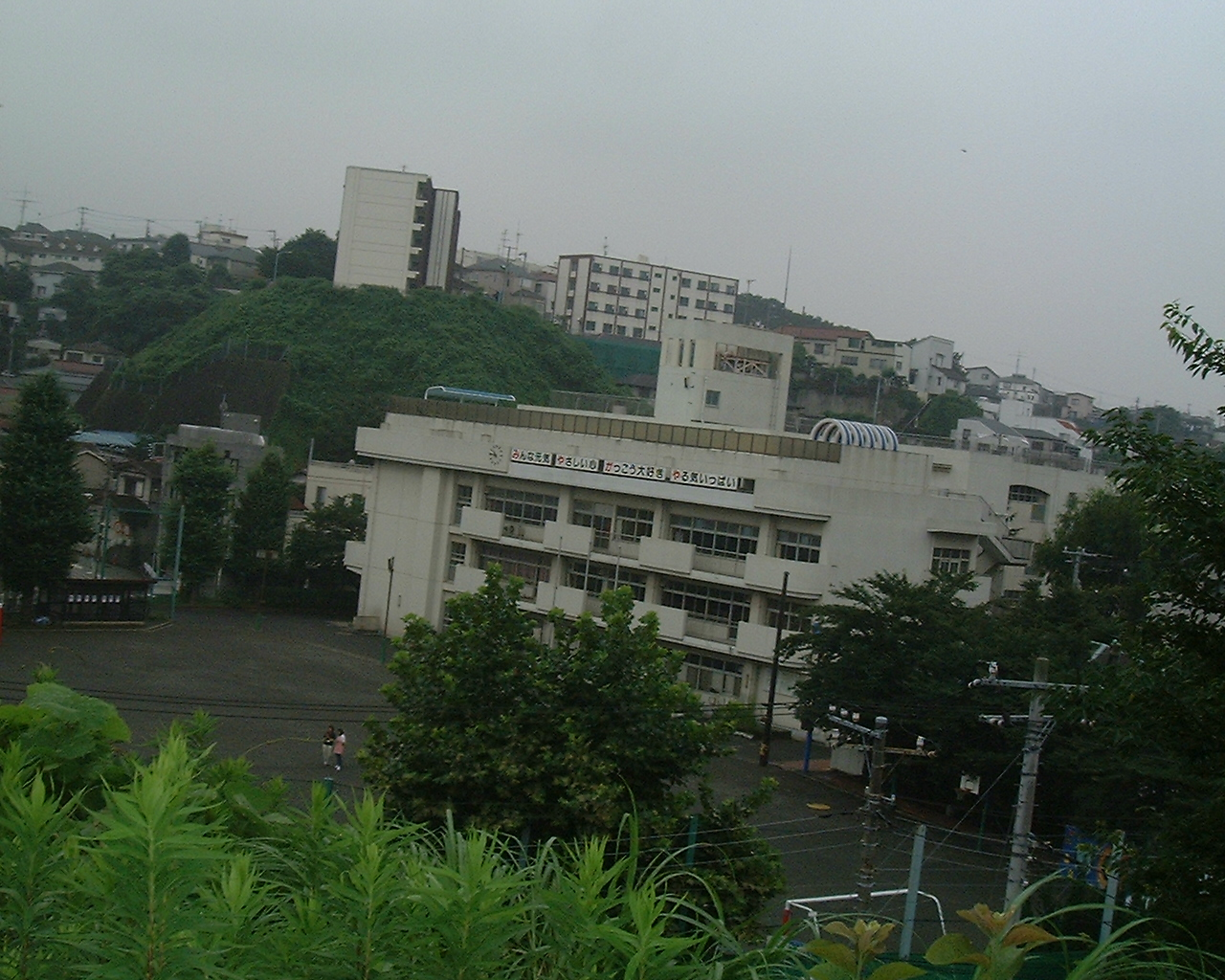
夏
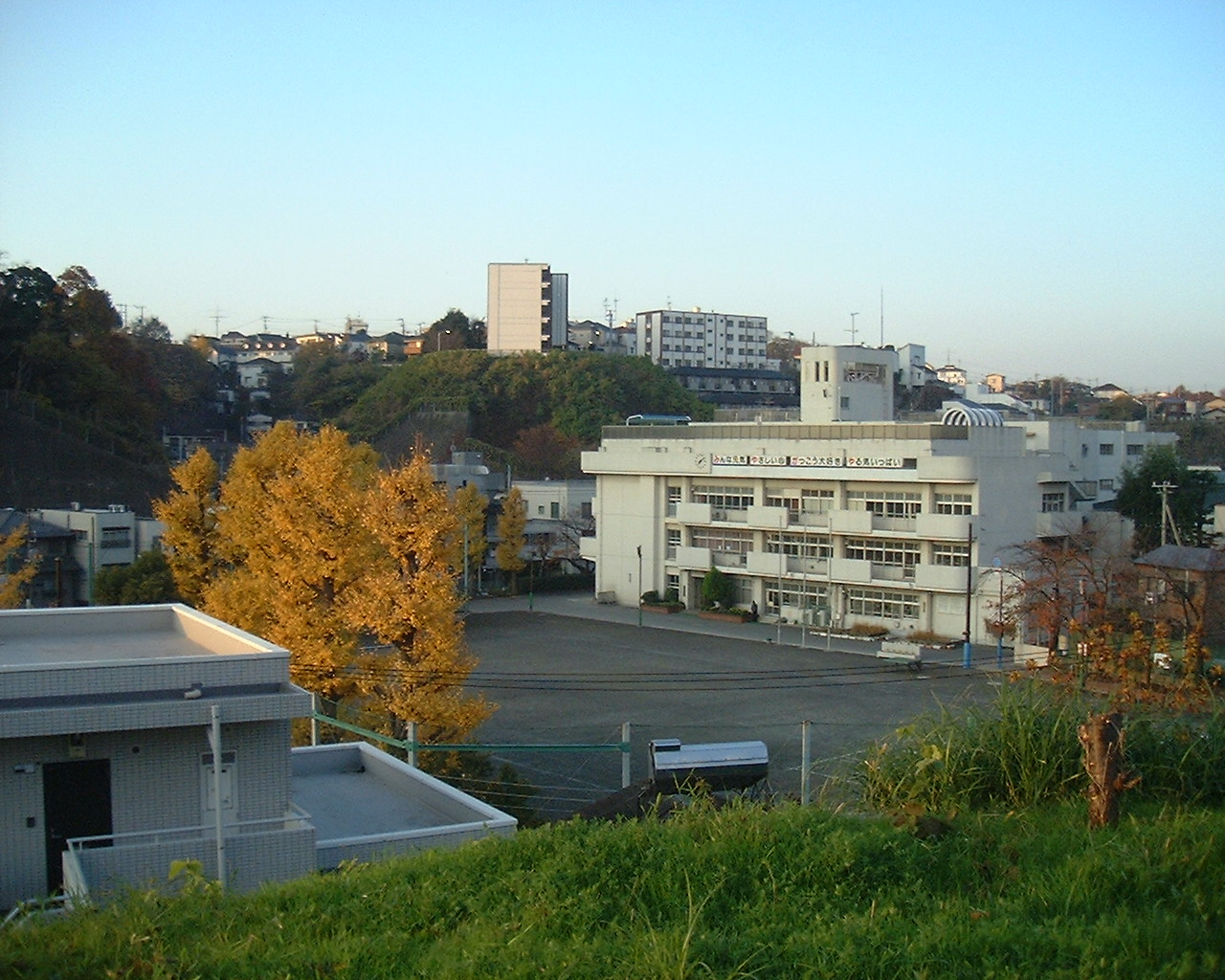
秋
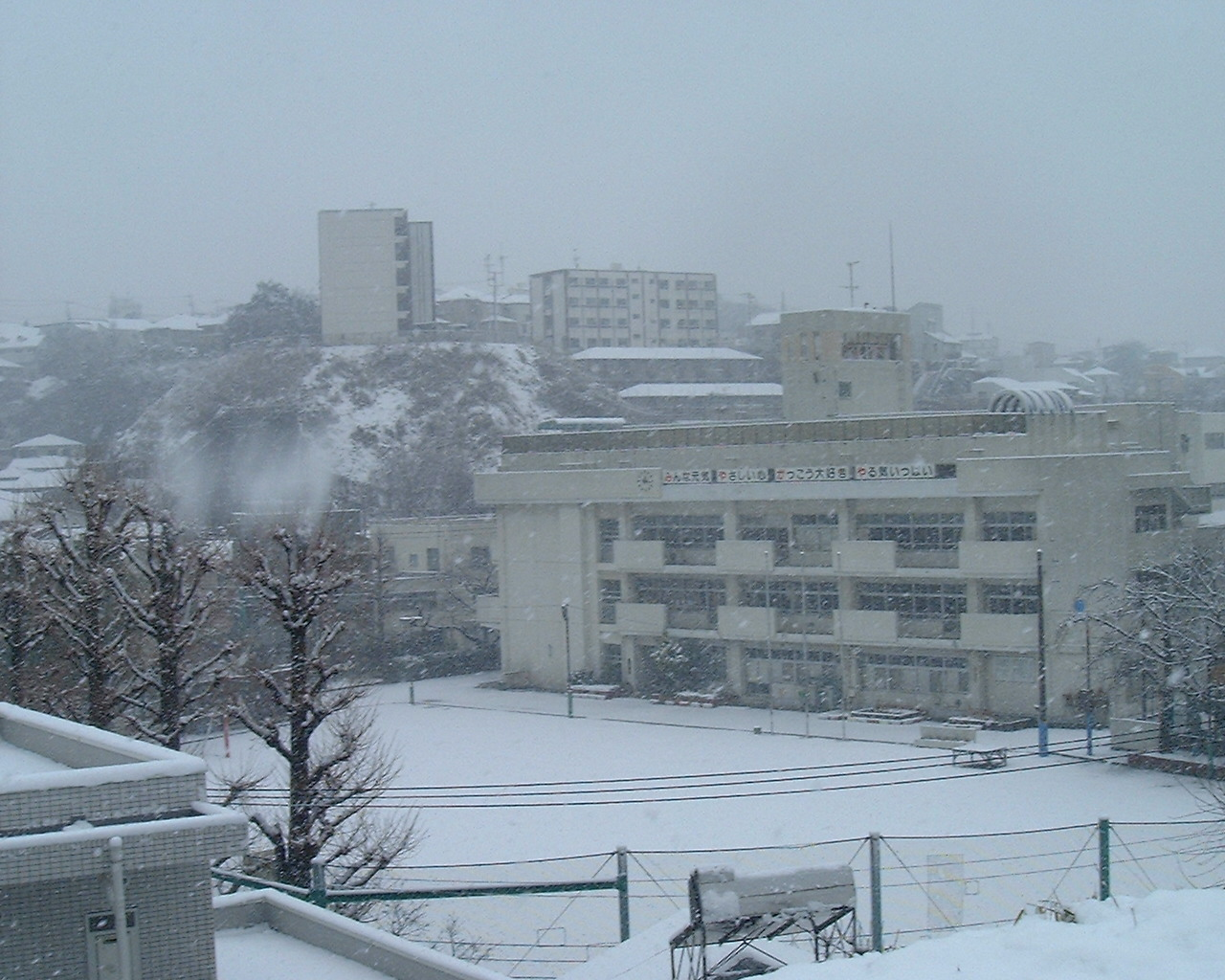
冬
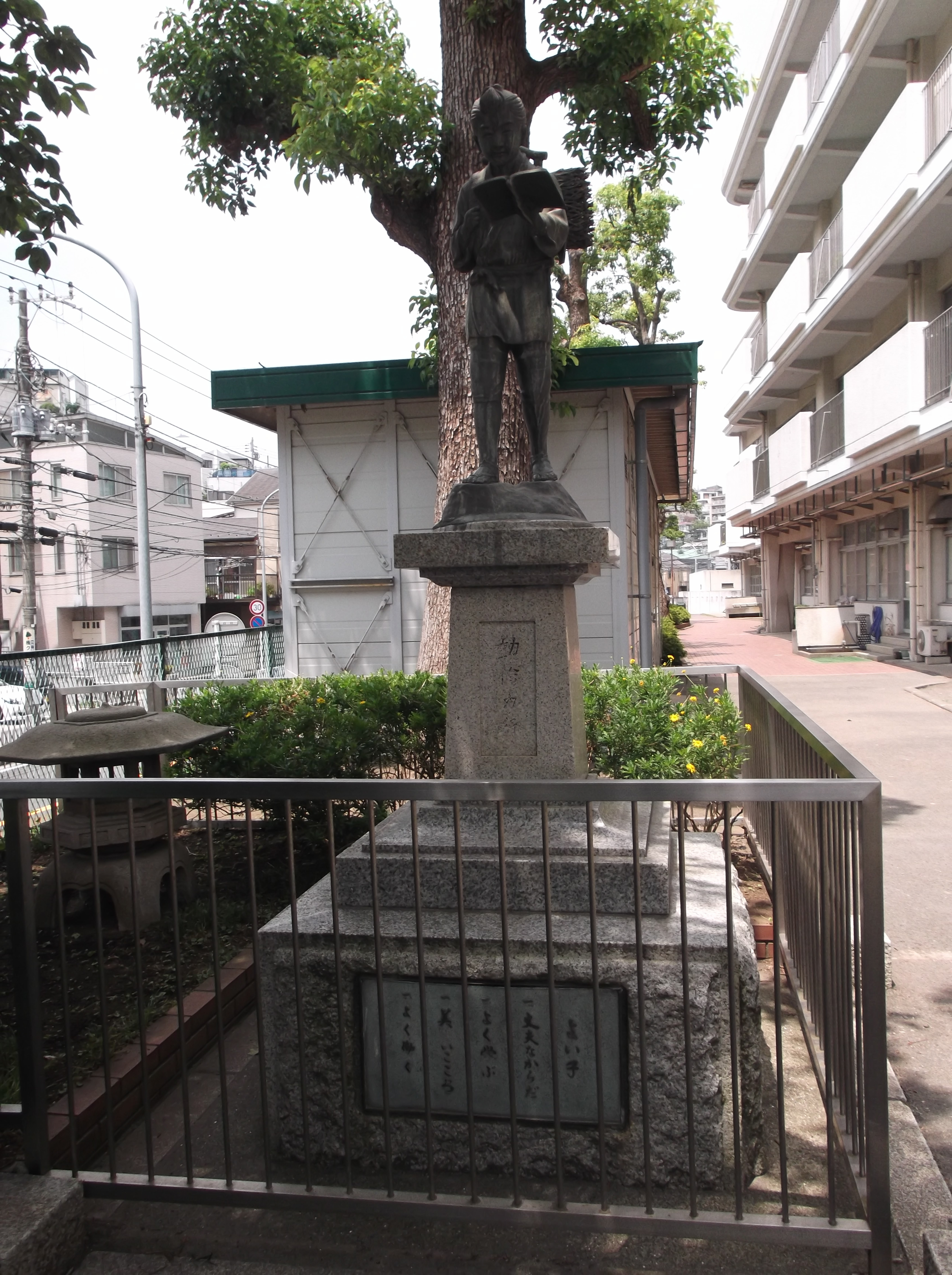
二宮尊徳像
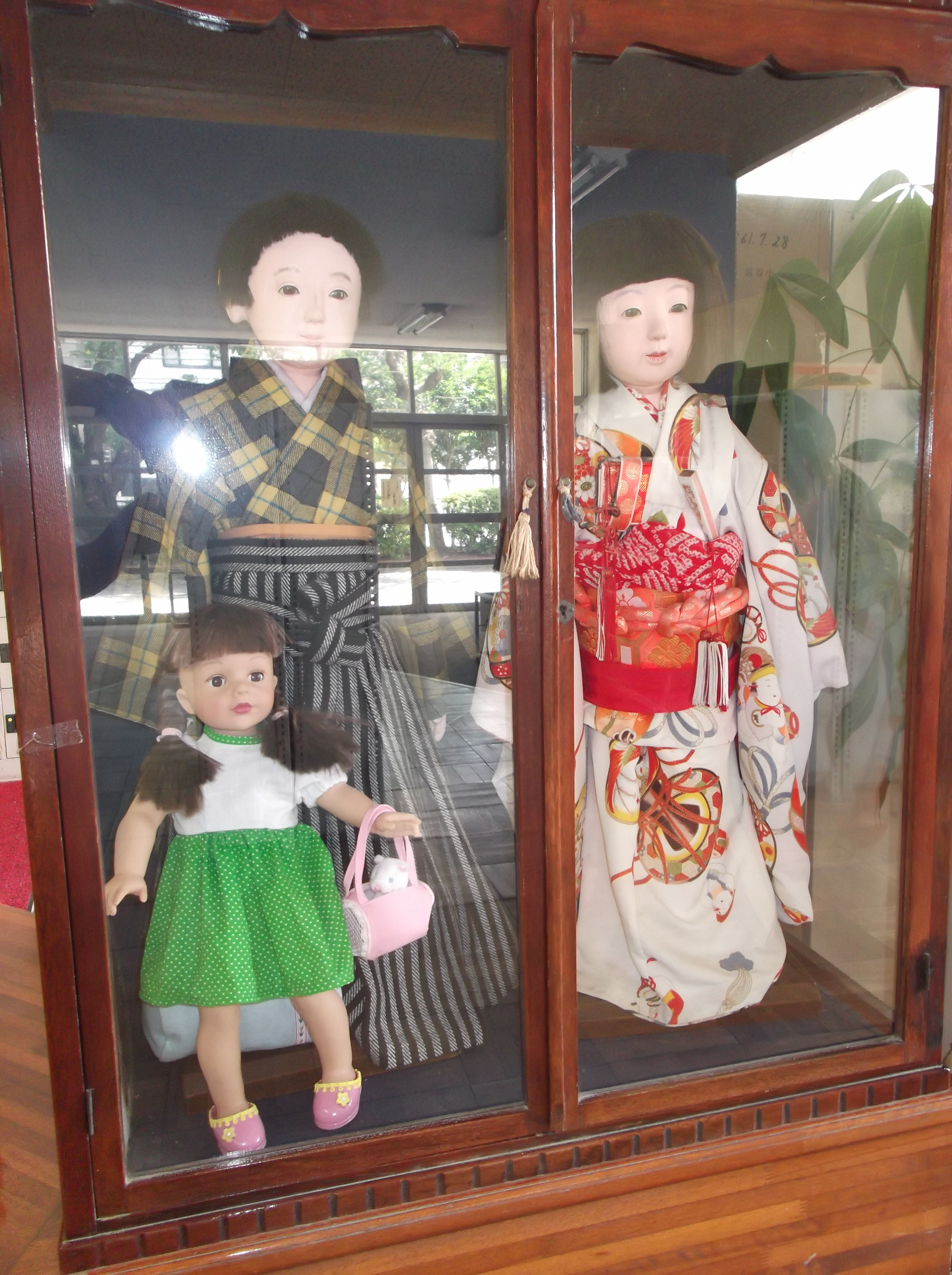
人形（左下が2009年にギューリック3世より贈られた新・青い目の人形の「メアリー・スー」）
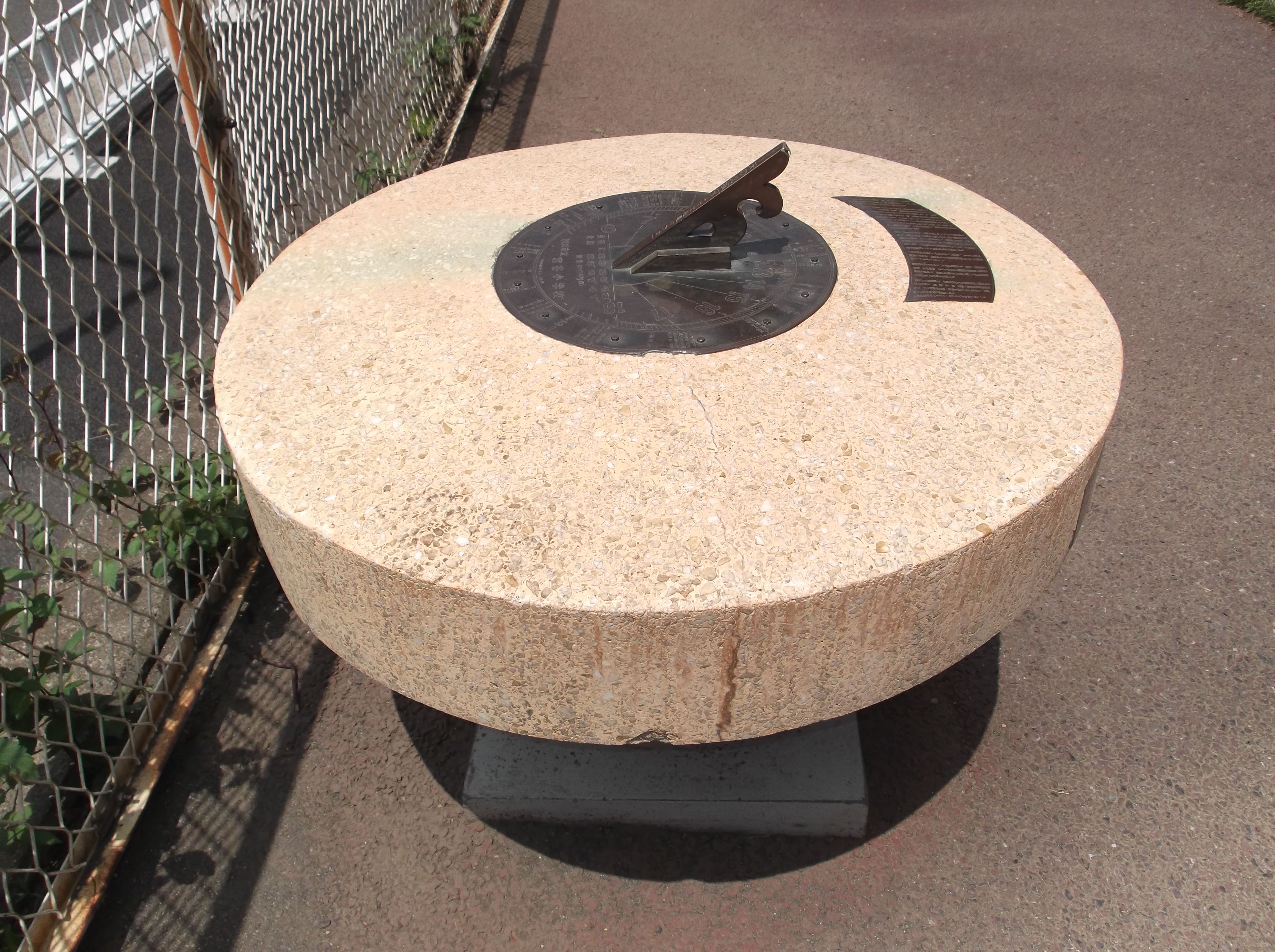
日時計
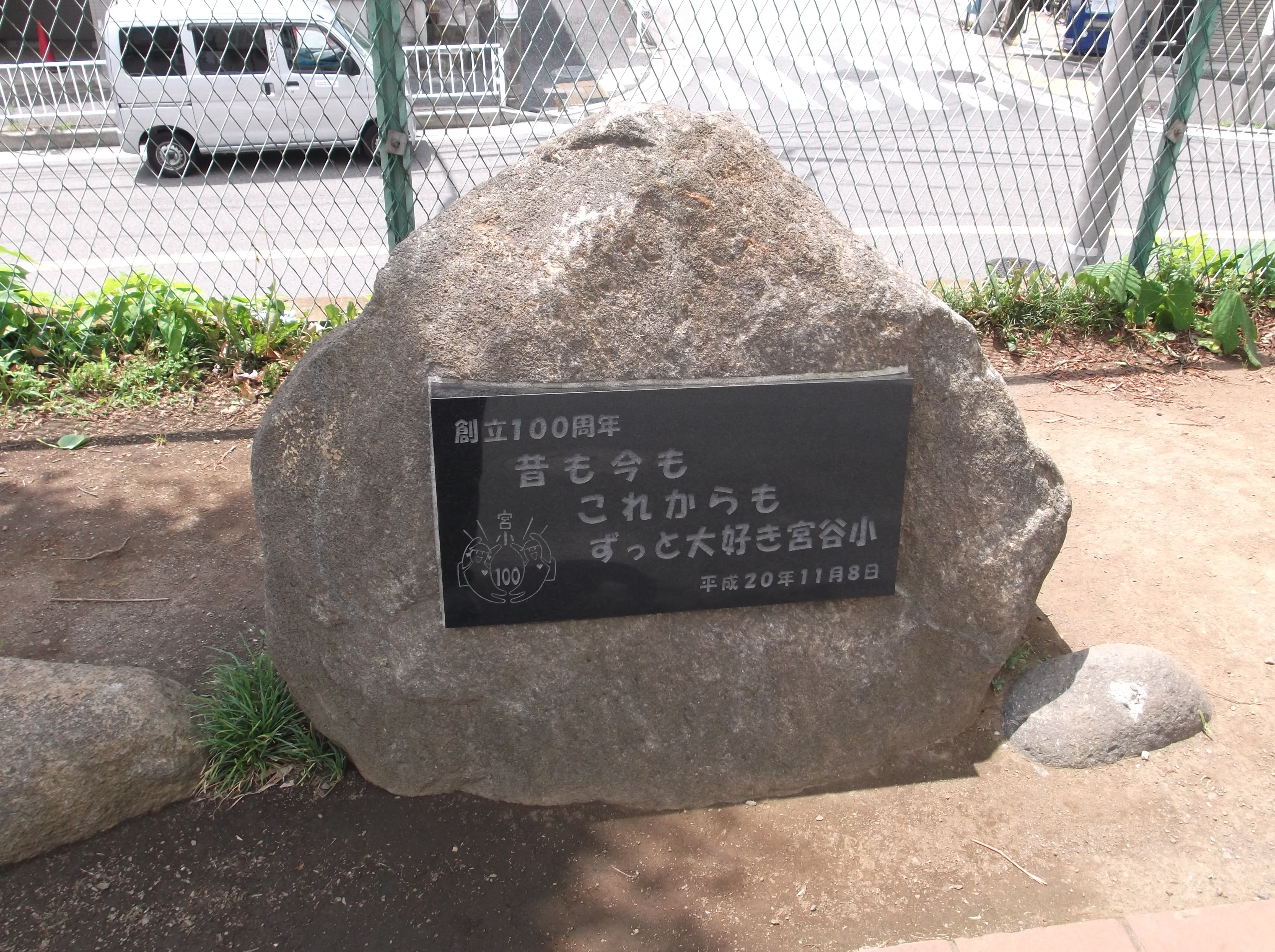
創立百周年記念碑